# Gaston Giran
Roger Gaston Giran (París, 12 de febrer de 1892 - segle XX) va ser un remer francès que va competir a començaments del segle xx.
El 1920 va prendre part en els Jocs Olímpics d'Anvers, on guanyà la medalla de bronze en la competició del doble scull del programa de rem, formant equip amb Alfred Plé.
El 1920 guanyà el Campionat d'Europa de rem de doble scull.